# Фердинандо Медічі
Не варто плутати з Фердинандо I Медічі, великим герцогом Тосканським (1587—1609).
Фердина́ндо Марія Ме́дічі (італ. Ferdinando Maria de’ Medici; 8 вересня 1663, Флоренція — 31 жовтня 1713, Флоренція) — принц з дому Медічі, син Козімо III Медічі, великого герцога Тоскани; великий принц Тоскани з 1670 по 1713 рік. Меценат і меломан. Колекціонував твори мистецтва і музичні інструменти. Чудовий музикант. Сучасники називали його «принцом Орфеєм». Запросив кращих музикантів у Флоренцію і перетворив місто на важливий музичний центр свого часу. У 1700 році, за фінансової підтримки великого принца, Бартоломео Крістофорі винайшов фортепіано.